# 天壘城十三
天壘城十三（寶瓶座19 ）是在寶瓶座的一顆恆星。5.7等的視星等 在波特爾暗空分類法中是裸眼很難看見的恆星。根據依巴谷衛星（太空船）所做的視差觀測，它與地球的距離大約是300光年（92秒差距）。
天壘城十三的光譜類型為A8V，意味著它是一顆A型主序星。這類恆星的顏色是藍白色，表面的有效溫度在7,100至11,500K之間。它的投影轉速大約是每秒155公里，顯示它旋轉得相當快，而這個數值是它的最低轉速。